# Znojmo
Znojmo (Ausspracheⓘ; deutsch Znaim) ist eine Stadt in der Südmährischen Region in Tschechien. Sie liegt 55 Kilometer südwestlich von Brünn und 75 Kilometer nordwestlich von Wien, unweit der Grenze zu Niederösterreich.

## Geographische Lage
Die Stadt befindet sich auf einer Felszunge am linken, steil abfallenden Ufer der Thaya (Dyje) in der Znojemská pahorkatina (Znaimer Hügelland). Südwestlich der Altstadt an der Thaya befindet sich das Wasserkraftwerk Znojmo.
Durch Znojmo führt die Staatsstraße I/38/E 59 zwischen Jihlava und der Staatsgrenze bei Hatě, von der in der Ortslage Starý Šaldorf die I/53 nach Pohořelice abzweigt. Die Stadt liegt an den Bahnstrecken Wien–Znojmo, Znojmo–Nymburk und Hrušovany nad Jevišovkou–Znojmo.

## Stadtgliederung
Die Stadt Znojmo besteht aus den Ortsteilen Derflice (Dörflitz), Kasárna (Kasern), Konice (Deutsch Konitz), Mramotice (Mramotitz), Načeratice (Naschetitz), Oblekovice (Oblas), Popice (Poppitz), Přímětice (Brenditz) und Znojmo (Znaim). Grundsiedlungseinheiten sind Cínová hora, Derflice, Dolní Leska, Dukelská, Horní Leska, Hradiště (Pöltenberg), Kasárna, Ke Chvalovicím, Konice, Louka (Klosterbruck), Masarykova Kolonie, Městský les, Mramotice, Načeratice, Načeratický kopec, Nad Dyjí (Thayadorf), Nad Gránicemi, Nová hora, Nová nemocnice, Oblekovice, Padělky, Pod Kraví horou, Popice, Pražské sídliště, Přímětice, Stará nemocnice, Střed, U kamenného mostu, Za nádražím, Zelnice und Znojmo-historické jádro. Weitere Ortslagen sind Bohumilice (Pumlitz), Nesachleby (Esseklee) und Starý Šaldorf (Alt Schallersdorf).
Das Stadtgebiet gliedert sich in die Katastralbezirke Derflice, Konice u Znojma, Mramotice, Načeratice, Oblekovice, Popice u Znojma, Přímětice, Znojmo-Hradiště, Znojmo-Louka und Znojmo-město.

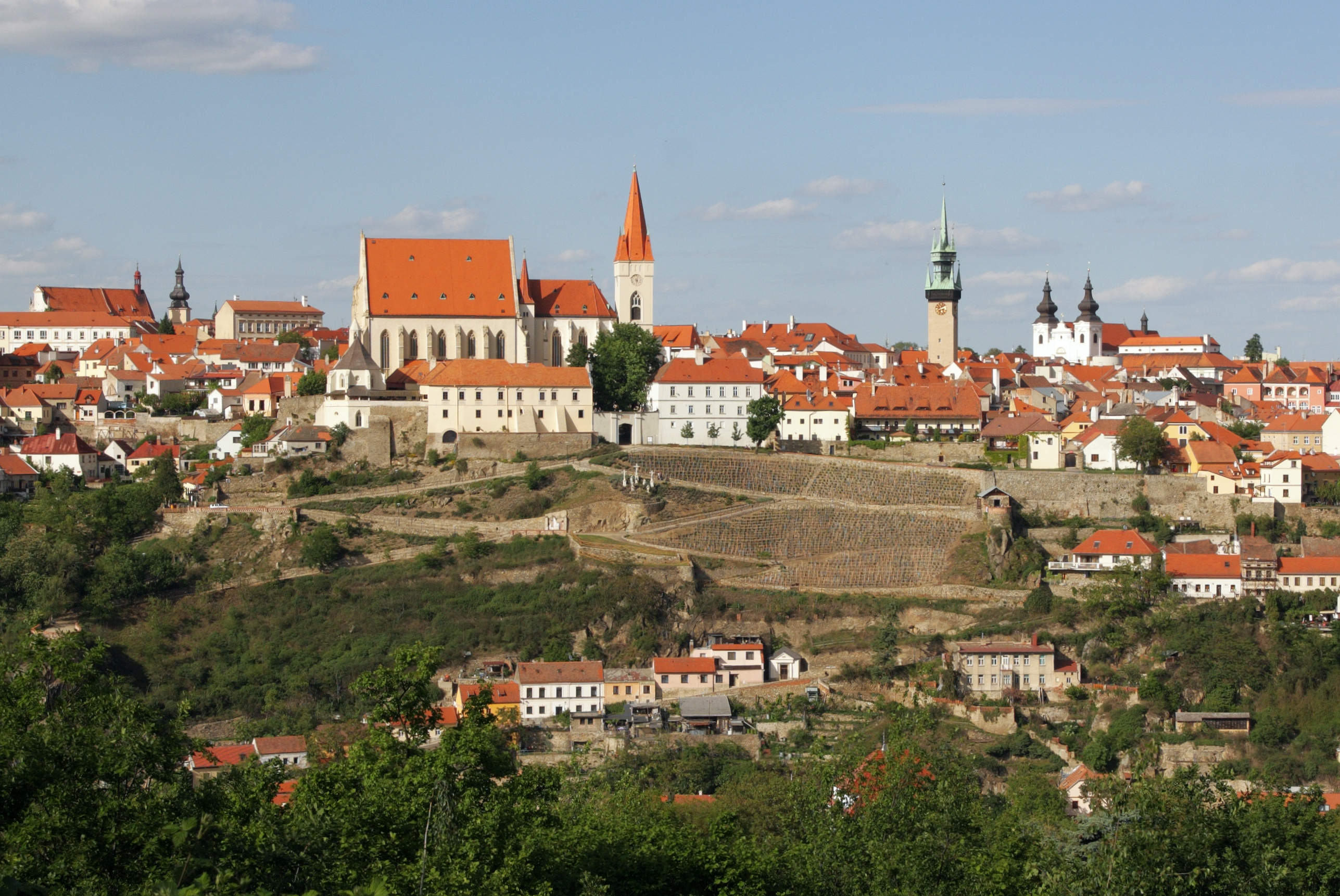
Südansicht der Znaimer Altstadt

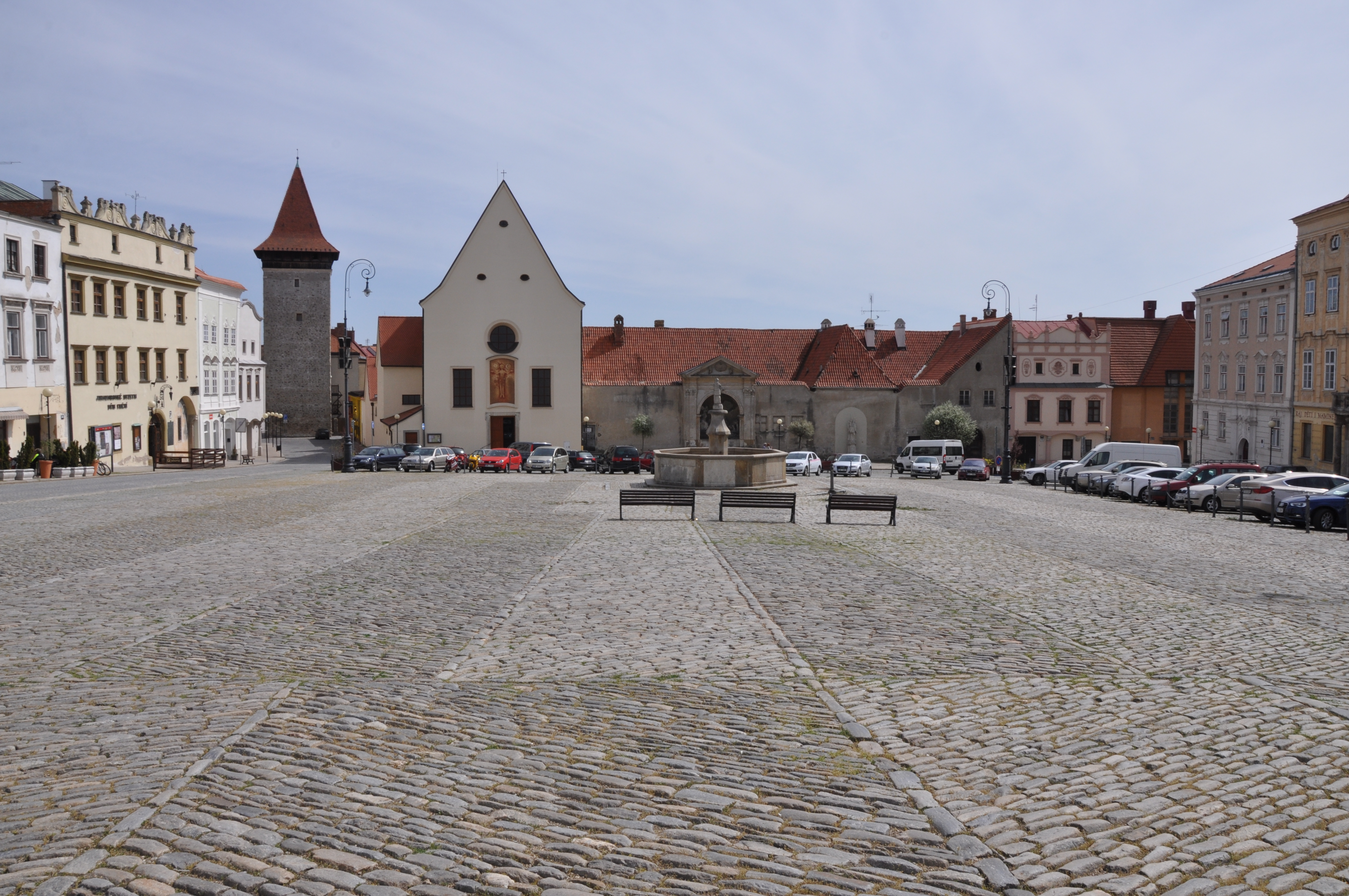
Masarykplatz in der Altstadt

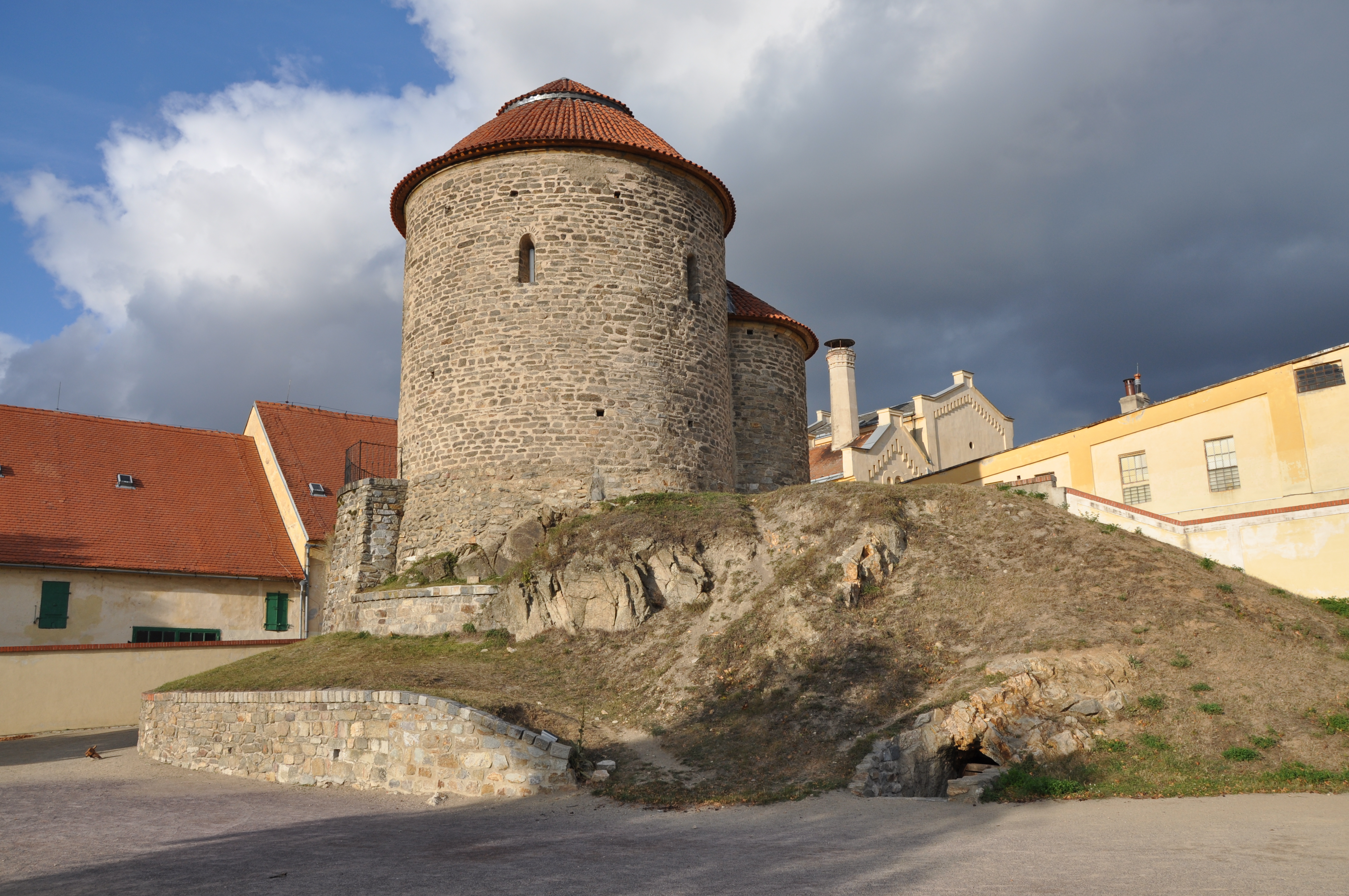
Katharinenrotunde

## Geschichte

### Mittelalter
Schon zu Zeiten des Großmährischen Reiches im 9. Jahrhundert gab es eine Burgstätte an dieser Stelle.
Das alte Znoima, auch Znojem, seit 1055 einer der Hauptorte des Brünn-Znaimer Teilfürstentums der Premyslidenherzöge, das später in die beiden getrennten Apanageherzogtümer Brünn und Znaim zerfiel, wurde 1145 vom böhmischen König Vladislav II. zerstört.
Für die Prämonstratenser wurde im Jahre 1190 das Kloster Louka gegründet. 1197 hörte das Znaimer Teilfürstentum auf zu bestehen und Znaim wurde zu einer deutschen Siedlerstadt. Den Neuankömmlingen winkten durch das damals geltende deutsche Siedlerrecht zahlreiche Vorteile wie zum Beispiel zehn Jahre Steuerfreiheit.
Im Jahr 1226 wurde Znaim neu gegründet und von dem Přemysliden Ottokar I. Přemysl zur Königsstadt erhoben. 1278 wurde das Stadtrecht vom römisch-deutschen König Rudolf I. bestätigt. 1292, 1303 und 1307 schlossen sich andere Gnadenurkunden der böhmischen Könige und 1314 ein förmliches Stadtrecht an. Am 18. August 1308 schloss Friedrich von Österreich mit Heinrich von Kärnten in Znaim einen Frieden, in dem er der Rechte auf Böhmen entsagte.
Ebenso verbündeten sich hier am 18. Dezember 1393 Sigismund von Ungarn, Jobst von Mähren und Albrecht III. von Österreich gegen König Wenzel. 1404 lagen vor Znaim, als Sitz der mährischen Freibeuter unter „Dürrteufel“ Hynek von Kunstadt auf Jaispitz, König Sigismund und Herzog Albrecht IV. von Österreich. In den Hussitenkriegen gehörte die Stadt zum katholischen Bund der Deutsch-Städte Mährens.
Kaiser Sigismund verstarb am 9. Dezember 1437 in Znaim. Nach einer dreitägigen Aufbahrung in der Sankt-Niklas-Kirche wurde sein Leichnam nach Großwardein überführt. Sein Tod und das noch zu Lebzeiten geführte Intrigenspiel inspirierten Max Mayer-Ahrdorff zu seinem 1923 erschienenen Buch Kaiser Sigismunds Tod auf der Znaimer Burg.

### Neuzeit
1526 erschien in Südmähren eine in jenen Jahren entstandene Sekte, deren Anhänger, weil sie die Kindstaufe ablehnten, Wiedertäufer genannt wurden. Kurz nach den Wiedertäufern hielt auch die neue Lehre Martin Luthers Einzug in Südmähren. Um 1550 hatte sich auch in Znaim das Luthertum durchgesetzt und der Katholizismus wurde vom Protestantismus zurückgedrängt. 1556 hatte die Sankt-Michaels-Kirche einen evangelischen Pastor. 1570 setzte die Gegenreformation ein. Nach einer vom Jesuitenpater Michael Cardaneus erfolgreich durchgeführten Rekatholisierung konnten in Znaim eine ganze Anzahl von Kirchen, die den Katholiken verloren gegangen waren, wieder neu geweiht werden.
Eine Reihe bedeutender Ereignisse ist mit dem Namen der Stadt verbunden: So wurden in Znaim Anfang Dezember 1631 die entscheidenden Verhandlungen zwischen einem Gesandten Kaiser Ferdinands II. und Albrecht von Wallenstein geführt, die letztlich in die (Wieder-)Berufung des Feldherrn in kaiserliche Dienste mündeten. Wallenstein hatte sich von Dezember 1631 bis April 1632 im Haus des Geheimrats Graf Braida, dem späteren Starhembergpalais, einquartiert.

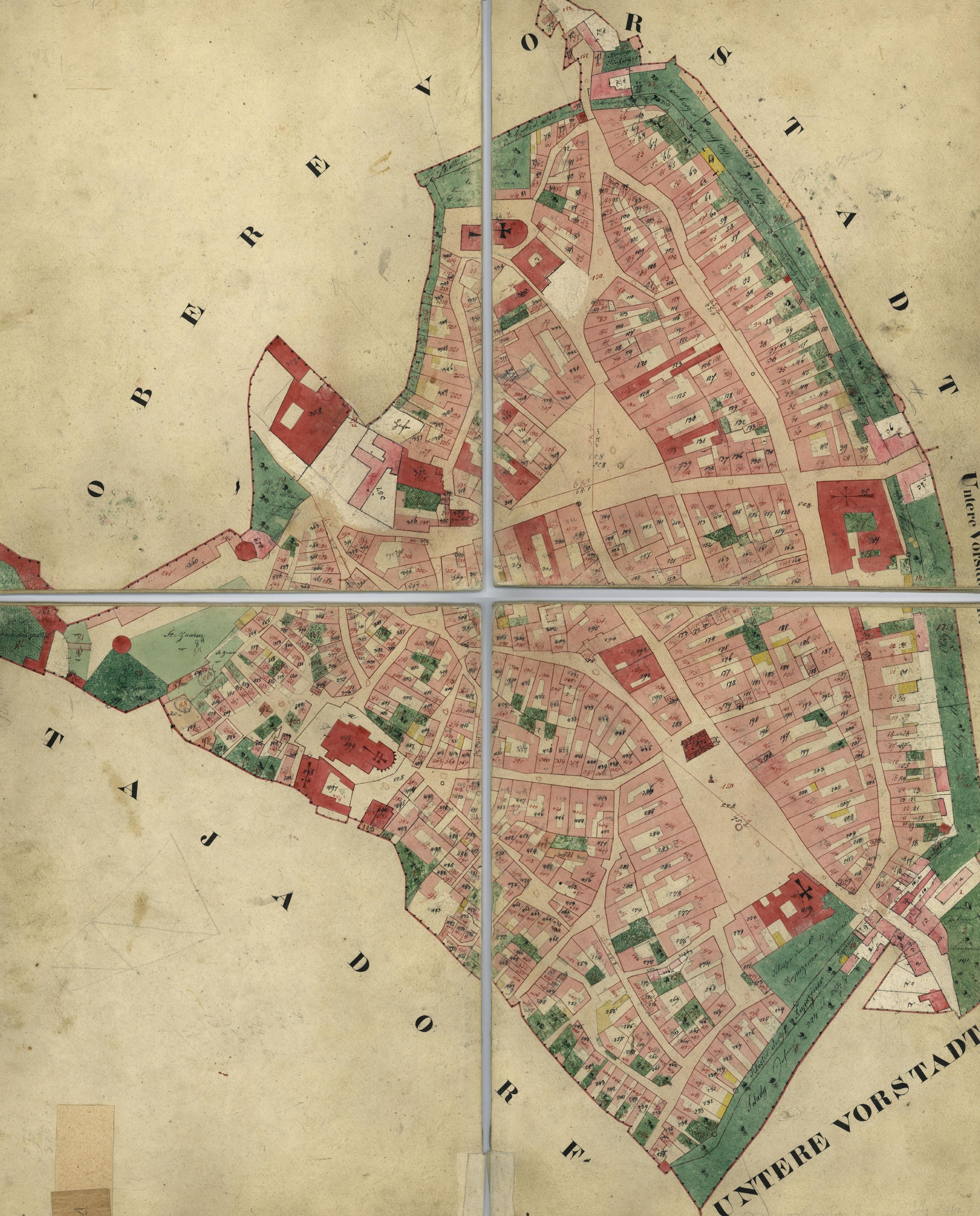
Indikationsskizze (1824)

Auch durch die Schlacht bei Znaim zwischen den Truppen Erzherzog Karls und den Franzosen unter Auguste Frédéric Louis Viesse de Marmont und André Masséna, sowie durch den am Tag darauf abgeschlossenen Waffenstillstand von Znaim, der am 14. Oktober 1809 zum Frieden von Schönbrunn führte, erlangte die Stadt Bedeutung.
1855 wurde die Stadt Sitz eines Bezirksgerichts. Es siedelte sich auch Industrie an, wenn auch nur in geringem Maße.
Berühmt sind die Znaimer Gurken geworden. Neben Weinbau wurde in Znaim Bier gebraut. 2009/2010 wurde mit der Brauerei Hostan der letzte Braubetrieb der Stadt geschlossen.
Die zunehmende nationale Spaltung der Stadt in der zweiten Hälfte des 19. Jahrhunderts zeigt sich auch in ihrem Vereinsleben. 1870 wurde der liberale Znaimer Bürgerverein gegründet, der 1882 ein Bürgervereinshaus errichtete. In Folge der zunehmenden Spannungen änderte der Verein seinen Namen 1913 in Verein Deutsches Haus. Ebenfalls 1870 wurde von Jan Vlk mit Beseda znojemská der erste und heute noch aktive tschechische Verein in Znaim gegründet. Der Verein erhielt 1881 mit dem Beseda-Haus am Unteren Platz (heute: Masarykplatz) ebenfalls einen Vereinssitz. Aufgrund des Kurienwahlrechts wurden bis 1918 allerdings ausschließlich deutsche Parteien in die Gemeindevertretung gewählt.

### Zwischenkriegszeit
Nach dem Zerfall Österreich-Ungarns 1918 wurde mit ganz Mähren auch Znaim Teil der neu gegründeten Tschechoslowakei. In der Zwischenkriegszeit kam es durch Ernennung von Beamten zu einem vermehrten Zuzug von Personen tschechischer Nationalität. Um 1925 verfügte Znaim bei rund 23.000 Einwohnern über rund 254 Vereine. Zu fast jedem Interessengebiet gab es einen deutschen und einen tschechischen Verein. Der Anteil der deutschen Bevölkerung sank zwischen 1910 und 1930 von 85 Prozent auf 39 Prozent, hingegen stieg der Prozentsatz der tschechischen Bevölkerung auch durch Zuzug von Personen aus nahen Dörfern von 12,7 Prozent auf 62 Prozent innerhalb der 20 Jahre. Die Spannungen zwischen den beiden Volksgruppen vermehrten sich. Auf Druck des Hitler-Regimes zwangen die Westmächte die tschechoslowakische Regierung im Münchner Abkommen 1938 zur Abtretung der von Deutschen bewohnten Randgebiete an das Deutsche Reich. Infolge des Abkommens wurde Znaim am 1. Oktober 1938 ein Teil des Reichsgaus Niederdonau. Der Einmarsch deutscher Truppen führte zur Flucht und Vertreibung der tschechischen, jüdischen und antifaschistischen deutschen Bevölkerung. Die Synagoge der Stadt wurde in den Jahren 1939 bis 1942 von den Nationalsozialisten abgerissen.

### Zweiter Weltkrieg
1939 bis 1945 wurden unter NS-Herrschaft acht Dörfer des Thayabodens eingemeindet. Die Stadt wurde Sitz des deutschen Landkreises Znaim, dessen Verwaltungsgebiet aus den Gerichtsbezirken Markt Frain (tschechisch Vranov nad Dyjí), Markt Joslowitz (tschechisch Jaroslavice) und der Stadt Mährisch-Kromau (tschechisch Moravský Krumlov) bestand und insgesamt 950 Quadratkilometer sowie 94 Gemeinden, von denen 16 das Marktrecht hatten, umfasste. In der Nacht vom 19. zum 20. April 1945 wurde die Stadt von den Alliierten bombardiert, wobei vor allem der Bahnhof als Ziel galt. Weitere schwere Schäden entstanden am Unterring, wo das Jungnickelsche Haus sowie der südwestliche Teil der Füttergasse mit dem Rathaus zerstört wurden.
Znaim wurde von der Roten Armee befreit. Nach der bedingungslosen Kapitulation der Wehrmacht am 8./9. Mai 1945 kam die Stadt zur Tschechoslowakei zurück. Viele Deutschsüdmährer flohen vor den einsetzenden Gewalttaten selbsternannter Revolutionsgardisten und nationaler Milizen über die nahe Grenze nach Österreich. Andere wurden über die Grenze getrieben oder in Barackenlagern interniert. In der Stadt konnten rund 200 Personen verbleiben; die übrigen Deutschen wurden zwischen dem 28. Februar und dem 18. September 1946 nach Deutschland ausgewiesen. Der Großteil der in Österreich befindlichen ehemaligen Znaimer wurde weiter nach Deutschland gebracht.

### Von 1945 bis zur Gegenwart
In Folge des Februarumsturzes 1948 und der Entwicklung der Tschechoslowakei zu einem sozialistischen Staat lag die Stadt bis 1989 am so genannten Eisernern Vorhang. Nach dem Fall der Mauer kam es im November und Dezember 1989 zur gewaltfreien Samtenen Revolution.
Bis zur Gegenwart hat die Stadt Znojmo eine wechselvolle Entwicklung durchgemacht. Sie ist bereits in den mehr als 40 Jahren bis zum Fall der kommunistischen Regierung zu einem bedeutenden Regionalzentrum mit neuerbauten Wohnanlagen und Industrieansiedlungen geworden.
Nach 1989 setzte sich dieser Trend im Wesentlichen fort. Es wurde massiv in die Sanierung der Altstadt und Ausbau der Handels- und Dienstleistungseinrichtungen vor allem durch privates Kapital investiert. Außerdem wurden neue Schwerpunkte der Zusammenarbeit auch mit den benachbarten österreichischen Gebieten gelegt.
Znojmo hat wegen seiner Lage oft mit Frühjahrshochwasser zu kämpfen. Um dieses Problem in den Griff zu bekommen, wurde der Stausee erweitert und besser befestigt. Trotzdem kam es auch im Jahr 2006 neuerlich zu Evakuierungen und Überschwemmungen, die sich jedoch in Grenzen hielten.

### Jüdische Gemeinde

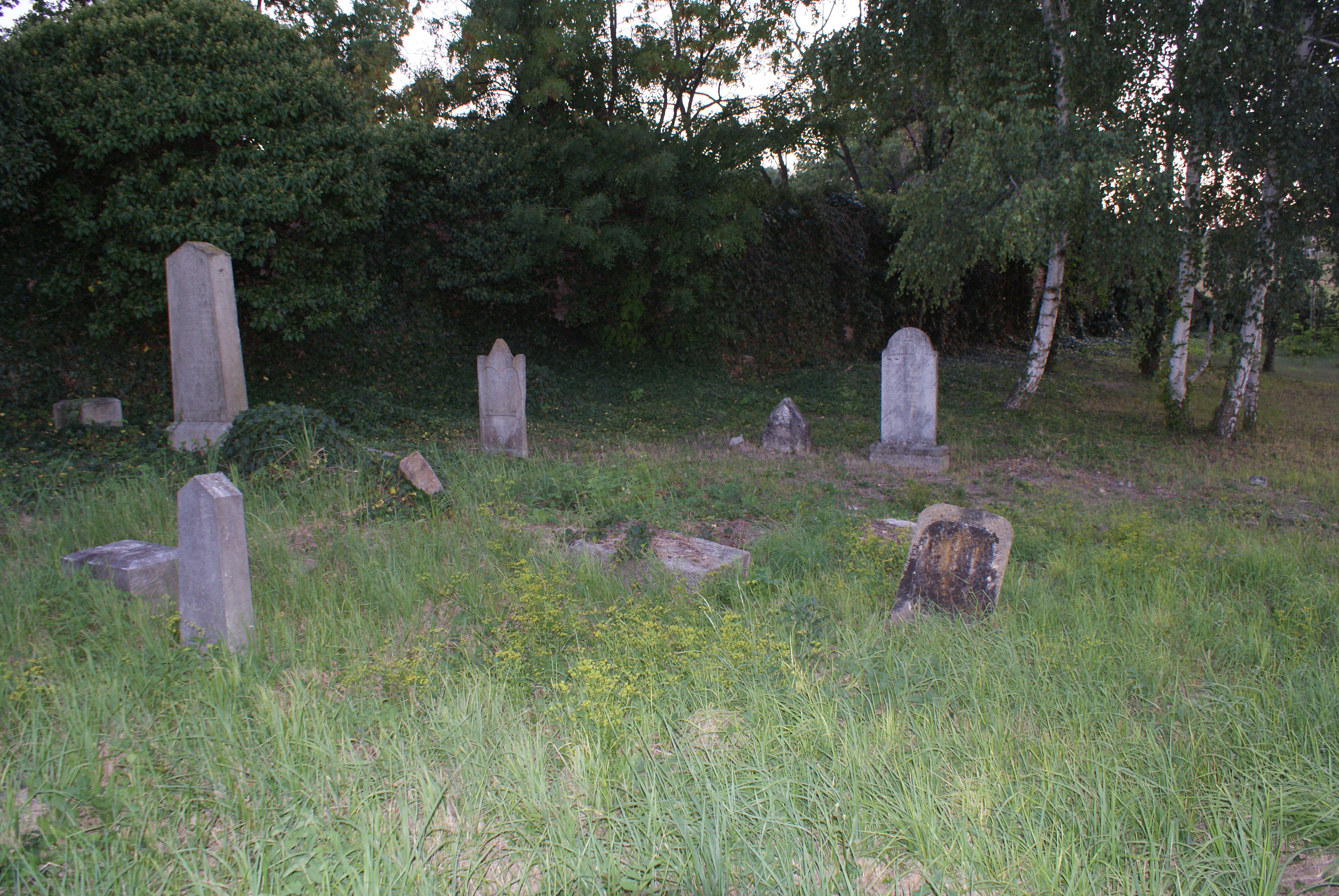
Jüdischer Friedhof

Die jüdische Gemeinde in Znojmo gehört zu den ältesten in der Region. Vermutlich seit der Mitte des 11. Jahrhunderts lebten Juden in der Stadt, ab dem 13. Jahrhundert ist das Ghetto bekannt. Im 15. Jahrhundert war eine signifikante Zuwanderung von Juden aus Niederösterreich, dem mährischen Umland und Galizien zu verzeichnen. 1454 wies der König Ladislaus alle Juden aus Znojmo aus, abgesehen von Ausnahmen durften sie sich erst ab 1848 in der Stadt ansiedeln.
Die jüdische Gemeinde in Znojmo erreichte 1921 mit 749 Personen ihre höchste Anzahl, danach nahm sie wieder ab, andere Quellen bestätigen dies durch leicht abweichende Zahlen.
Die ersten Stolpersteine in Znojmo wurden am 4. August 2016 von Gunter Demnig für Angehörige der Familie Weinberger verlegt. Dabei gab es eine Besonderheit: es handelt sich um vier Stolpersteine für zwei Personen, jeweils um zwei Steine in Tschechisch und zwei in Deutsch.

## Bevölkerung
Matriken werden in Znaim seit 1623 geführt. Onlinesuche ist über das Landesarchiv Brünn möglich.
Bevölkerungsentwicklung bis 1945
| Jahr | Einwohner | Anmerkungen                                                                                                |
| ---- | --------- | --- |
| 1834 | 05.010    | in 773 Häusern, fast durchweg deutsche Einwohner katholischen Glaubens (acht Evangelische)                 |
| 1857 | 08.676    | [ 26 ] [ 27 ]                                                                                              |
| 1866 | 11.000    | mit Mannsberg, Thajadorf und Neustift                                                                      |
| 1880 | 12.772    | davon 11.012 Deutsche, 1.528 Tschechen und 232 andere                                                      |
| 1890 | 15.167    | davon 12.936 Deutsche, 1.982 Tschechen und 249 andere                                                      |
| 1900 | 16.239    | meist deutsche Einwohner (1.854 Tschechen)                                                                 |
| 1910 | 19.683    | davon 16.812 Deutsche, 2.496 Tschechen und 375 andere                                                      |
| 1921 | 21.197    | davon 7.988 Deutsche, 11.691 Tschechen und 1.518 andere                                                    |
| 1930 | 25.855    | davon 16.139 Tschechen, 8.347 Deutsche und 1.369 andere (442 Juden), nach anderen Angaben 30.967 Einwohner |
| 1939 | 23.770    | davon 807 Evangelische, 22.126 Katholiken, 319 sonstige Christen und 38 Juden                              |

Bevölkerungsentwicklung nach Ende des Zweiten Weltkriegs
(Stand: 31.12. des jeweiligen Jahres)
| Jahr | Einwohner |
| ---- | --------- |
| 1947 | 20.343    |
| 1950 | 21.846    |
| 1960 | 23.706    |
| 1970 | 26.294    |
| 1980 | 38.474    |

| Jahr | Einwohner |
| ---- | --------- |
| 1990 | 37.594    |
| 2000 | 35.778    |
| 2010 | 34.476    |
| 2020 | 33.775    |
| 2022 | 34.146    |

## Städtepartnerschaften
- Harderwijk, Niederlande
- Nové Zámky, Slowakei
- Pontassieve, Italien
- Retz, Österreich
- Ružinov, Slowakei
- Strzegom, Polen
- Torgau, Deutschland
- Trento, Italien

## Sehenswürdigkeiten

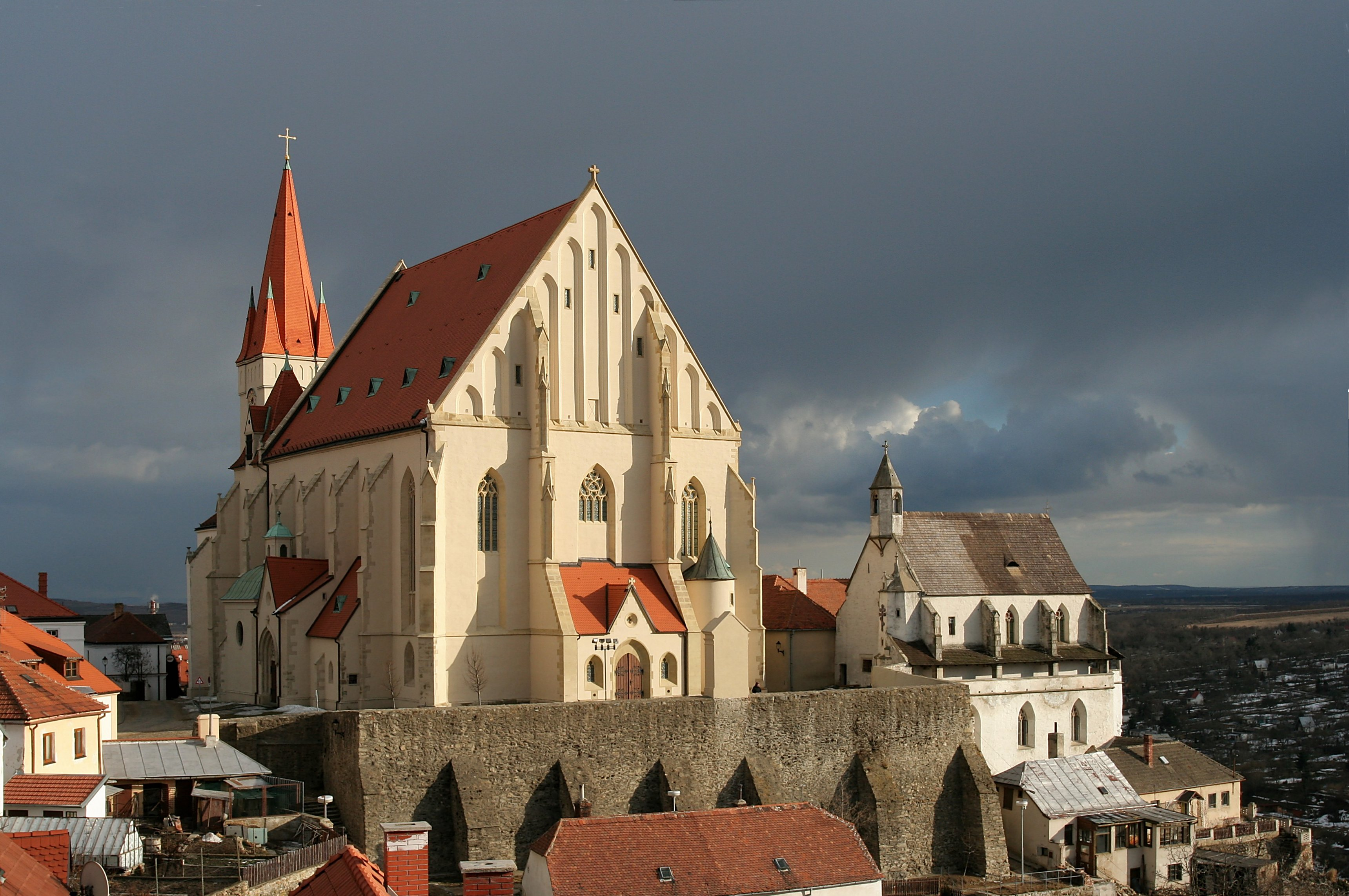
St.- Nikolaus-Kirche mit der Wenzelskapelle (rechts)

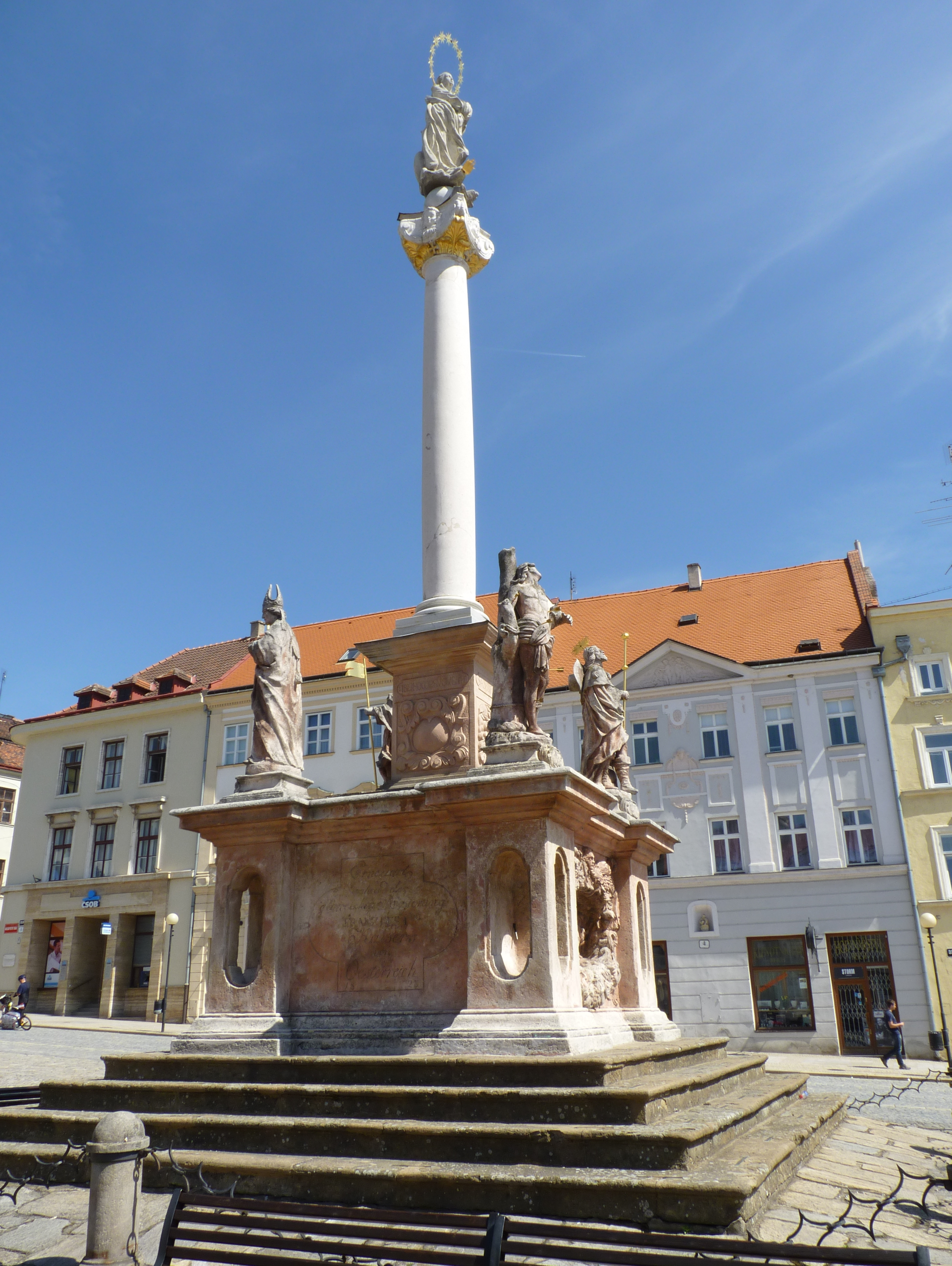
Pestsäule am Masarykplatz

Das historische Stadtzentrum wurde 1971 zum städtischen Denkmalreservat erklärt.
Als alte Burg- und Königsstadt verfügt Znaim über einen sehr gut erhaltenen mittelalterlichen Stadtkern. Obwohl die Katharinenrotunde (auch Heidentempel genannt) das historisch wertvollste Denkmal ist, wurde der 80 Meter hohe Rathausturm aus dem Jahr 1445 zum Wahrzeichen der Stadt. Das Rathaus selbst wurde 1945 zerstört. Sein erhaltener Turm bildet gemeinsam mit dem gotischen Dom des Heiligen Nikolaus (auch St.-Nikolaus-Kirche oder Nikolaikirche) eine charakteristische Silhouette der Stadt. Die Altstadt birgt zahlreiche weitere Kirchen- und Klosterbauten wie die Sankt-Elisabeth-Kirche, das Kapuzinerkloster, das Minoritenkloster, das Dominikanerkloster (tschechisch Kostel Nalezení svatého Kříže), das Clarissinnenkloster, der Pöltenberg (Hradiště sv. Hypolita) und dem Prämonstratenserstift Klosterbruck (tschechisch Louka), ferner bedeutende Renaissancebürgerhäuser (Palais Daun, Starhembergpalais oder das Palais Ugarte), unter denen sich ein Labyrinth unterirdischer Gänge erstreckt, den Wolfsturm (Vlkova věž) und andere Bauten.
Die Geschichte der Stadt Znaim und des südmährischen Raumes wird im Südmährischen Museum an mehreren Standorten in der Stadt und der näheren Umgebung präsentiert. Östlich des Stadtzentrums befindet sich auf dem Komenského náměstí (Komenský-Platz) das ehemalige Kopaldenkmal, das Karl von Kopal zu Ehren errichtet worden war. Südlich des Zentrums steht das im Jahr 1900 eröffnete Stadttheater.
Eine technische Sehenswürdigkeit stellen die Katakomben von Znojmo und die Znaimer Eisenbahnbrücke über die Thaya dar, die 1988 als Kulturdenkmal unter Schutz gestellt wurde.
Im Zuge der josephinischen Reformen, aber auch während der kommunistischen Herrschaftsperiode, wurden zahlreiche Kirchen und Kapellen der Stadt zerstört, u. a. die Sankt-Katharina-Kirche, die Sankt-Peter-und-Paul-Kapelle, die Sankt-Johann-Kapelle und die Mariahilf-Kapelle.

## Persönlichkeiten

### Söhne und Töchter der Stadt
- Stanislaus von Znaim (um 1360–1414), Theologe und Philosoph, Rektor der Karls-Universität und Lehrer von Jan Hus
- Maximilian von Waldstein (1598–1655), böhmischer Adliger aus dem Geschlecht Waldstein
- Charles Sealsfield, eigentlich Karl Anton Postl (1793–1864), österreichischer und US-amerikanischer Priester, protestantischer Pfarrer und Schriftsteller.
- Alois Boczek (1817–1876), österreichischer Finanzbeamter, Journalist und Abgeordneter in der Frankfurter Nationalversammlung
- Josef Pelikan von Plauenwald (1818–1896), k. u. k. Feldmarschalleutnant
- Anton Pelikan von Plauenwald (1819–1899), österreichischer Finanzbeamter und naturkundlicher Sammler
- Leopold Nedopil (1819–1883), Archivar und Ordenspriester
- Fritz Franz Maier (1844–1926), Schiffskonstrukteur
- Gustav Winter (1846–1922), Archivar und Historiker
- Eugen Heinrich Schmitt (1851–1916), Philosoph und Publizist
- Hugo Schindelka (1853–1913), Veterinärmediziner
- Alexander Pock (1871–1950), österreichischer Genre- und Militärmaler
- Hugo Lederer (1871–1940), Bildhauer
- Hermann Hanatschek (1873–1963), österreichisch-US-amerikanischer Maler
- Sigmund Strauß (1875–1942), österreichischer Physiker, Ingenieur und Erfinder
- Oskar Scheuer (1876–1941), Hautarzt und Studentenhistoriker
- Richard Meister (1881–1964), Altphilologe und Pädagoge, Rektor der Universität Wien und Präsident der Österreichischen Akademie der Wissenschaften
- Gustav Siege (1881–1947), Schauspieler und Theaterdirektor
- Marie Kermer (1882–1957), Pianistin, ausgebildet 1897–1901 am Konservatorium der Gesellschaft der Musikfreunde in Wien bei Leopold Landskron und Julius Epstein, Schwester von Franz, Alois und Walter Kermer
- Leo Tschermak (1882–1969), Forstwissenschaftler, Rektor der Universität für Bodenkultur Wien, Präsident des Österreichischen Forstvereins
- Leopold Lojka (1886–1926), Fahrer des Automobils, in dem Erzherzog Franz Ferdinand am 28. Juni 1914 in Sarajevo erschossen wurde
- Carla Freiin von Zawisch-Ossenitz (1888–1961), Histologin
- Franz Kermer (1893–1936), Kapellmeister
- Felix Bornemann (1894–1990), nationalsozialistischer Politiker, Mitglied der DNSAP, SdP und der NSDAP, ab Dezember 1938 Angehöriger des Reichstags
- Alois Kermer (1894–1967), Flugzeug- und Schiffbauingenieur, Konstrukteur des erfolgreichsten österreichischen Segelflugzeugs bei der „Ersten Österreichischen Segelflugwoche“ am Waschberg bei Stockerau vom 13. bis 21. Oktober 1923 (ausgestellt im Techn. Museum Wien)
- Rudolf Dworschak (* 1895), Maler und Grafiker
- Walter Kermer (1899–1968), Erzbischöflicher Geistlicher Rat
- Auguste von Seefried auf Buttenheim (1899–1978), letzte Prinzessin von Bayern, Urenkelin von Franz Joseph I.
- Rudolf Adolph (1900–1984), Schriftsteller
- Anna Spitzmüller (1903–2001), Kunsthistorikerin, Kuratorin und Lehrerin
- Otte Wallish (1903–1977), Grafikdesigner, trug mit seinen Entwürfen für Briefmarken, Münzen, Banknoten und Plakaten zur Selbstdarstellung Israels bei
- Stephan Erdös (1906–1956), Keramiker, Direktor der Staatl. Glasfachschule Zwiesel (war als Professor und Leiter der Keramikabteilung an die Staatliche Akademie der Bildenden Künste Stuttgart berufen, verstarb kurz vor Dienstantritt)
- Herbert Felix (1908–1973), Unternehmer (Gründer von AB Felix in Schweden und Felix Austria in Österreich)
- Herbert Wessely (1908–1998), Graveur, Schriftsteller, Träger des Südmährischen Kulturpreises
- Charly Jellen (1909–1934), österreichischer Automobilrennfahrer und Unternehmer
- Ludwig Deutsch (1909–2004), Heimatforscher. Träger des Prof.-Josef-Freising-Preises (1984)
- Mario Wandruszka (1911–2004), Romanist und Sprachwissenschaftler
- Emil Kotrba (1912–1983), Maler
- Herta Soswinski (1917–2004), Holocaustüberlebende
- Elisabeth Tschermak-Woess (1917–2001), Botanikerin
- Bruno Kaukal (1920–2019), Heraldiker, Chronist, Träger des Prof.-Josef-Freising-Preises
- Gerard Radnitzky (1921–2006), Professor für Wissenschaftstheorie
- Hellmut Bornemann (1922–2019), Lehrbeauftragter an der Universität Wien. Zahlreiche Publikationen. Südmährischer Kulturpreisträger 1992. Geehrt mit dem Goldenen Ehrenzeichen für Verdienste um die Republik Österreich 2014.
- Ingeborg Eichler (1923–2008), Pharmakologin, Mitglied der österreichischen Arzneimittel-Zulassungskommission
- Wilhemine Busch (1934–2024), Burgenländische Landtagsabgeordnete (ÖVP)
- Lotte Hartmann-Kottek-Schroeder (* 1937), Lehrtherapeutin
- Wolfgang Jilly (* 1940), österreichischer Botschafter
- Heinz Brandl (* 1940), österreichischer Bauingenieur
- Manfred Paul (* 1941), deutscher Generalarzt
- Günther Bauer (* 1942), Physiker
- Zdeněk Dohnal (* 1948), Radrennfahrer
- Vladimír Vondráček (* 1949), Radrennfahrer
- Jana Šilerová (* 1950), hussitische Bischöfin
- Kamil Brabenec (* 1951), Basketballspieler und -trainer
- Jan Leitner (* 1953), Weitspringer
- Julie Jurištová (* 1955), Schauspielerin
- Jitka Schneiderová (* 1973), Schauspielerin
- Petr Rajnoha (* 1974), Organist
- Květoslav Svoboda (1982), Schwimmer
- Jan Lattner (* 1989), Eishockeyspieler
- Jiří Orság (* 1989), Gewichtheber
- Otto Wanke (* 1989), Komponist
- Andrea Stašková (* 2000), Fußballspielerin

### Mit der Stadt verbunden

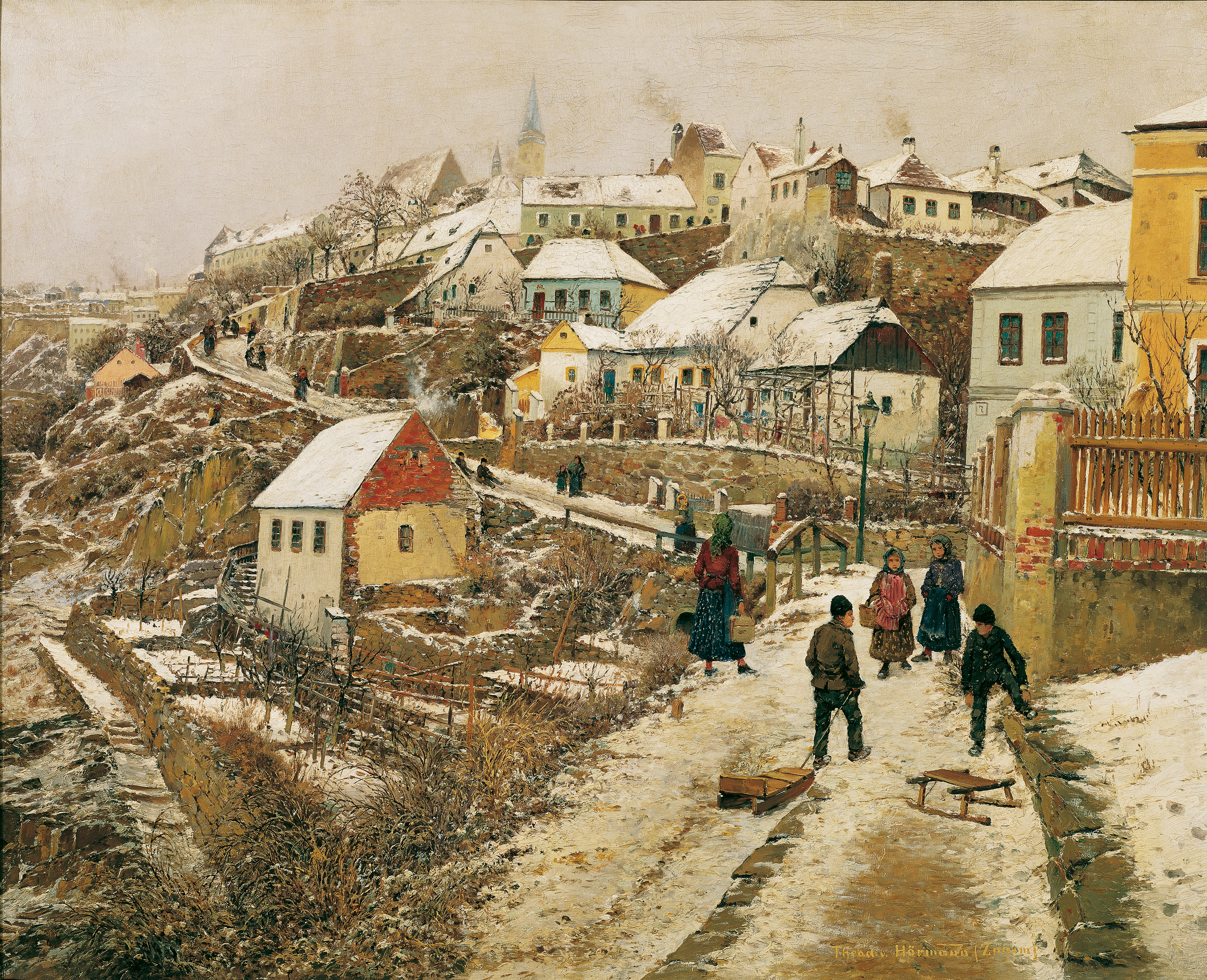
„Znaim im Schnee“ von Theodor von Hörmann

- Niklas aus Edelspitz (Mikuláš ze Sedlešovic) (15. Jahrhundert), baute den Rathausturm (Znojmo) und den Turm im Kloster Louka
- Sebestian Freytag z Čepiroh (1533–1585), Erzieher von Rudolf II., Abt in Kloster Louka, brachte die berühmten Gurken nach Znojmo
- Wilhelm von Roupov († 1629), Besitzer der Znaimer Burg, 1619/20 Führer des mährischen Ständeaufstandes
- Prokop Diviš (1698–1765), Gelehrter und Erfinder, Prior in Kloster Louka, Mitglied der Königlichen Akademie der Wissenschaften zu Berlin, starb als Pfarrer im heutigen Ortsteil Přímětice
- Klemens Maria Hofbauer (1751–1820), Stadtpatron von Wien, absolvierte hier seine Bäckerlehre
- Gregor Mendel (1822–1884), Naturforscher; Vater der Genetik, 1849–1851 Lehrer am Gymnasium Znojmo
- Carl Wilhelm Christian Ritter von Doderer (1825–1900), österreichischer Architekt und Professor, lehrte und forschte für einige Jahre an der Genie-Akademie in Znojmo
- Marie von Ebner-Eschenbach (1830–1916), Schriftstellerin, lebte einige Jahre im heutigen Ortsteil Louka
- Theodor von Hörmann (1840–1895), Landschaftsmaler, schuf hier u. a. sein Bild Znaim im Schnee
- Elisabeth Marie Auguste von Bayern (1874–1957), Prinzessin von Bayern, Enkelin von Franz Joseph I.
- Armand Weiser (1887–1933), Architekt, realisierte mehrere Bauten und Umbauten (Villa Weinberger) in Znojmo[32]
- Erwin Zajicek (1890–1976), aktivistischer Politiker, seit 1930 Fachlehrer an der deutschen Bürgerschule
- Bruno Brehm (1892–1974), Schriftsteller, maturierte in der Stadt, die er auch als Schauplatz mehrerer seiner Romane und Erzählungen wählte
- Ida Erdös-Meisinger (1897–1985), unterhielt zusammen mit ihrem Mann Stephan Erdös seit 1934 eine Keramik-Werkstatt in Znojmo, nach dem Krieg in Tittmoning, Bayern
- Anton Bruder (1898–1983), Maler, Grafiker, war von 1927 bis 1944 in Znaim als Kunsterzieher tätig[33]
- Kurt Podleschka (1902–1999), Gynäkologe und Geburtshelfer, Hochschullehrer und Stadtmedizinaldirektor in Nürnberg, besuchte in Znaim das Gymnasium
- Willi Forst (1903–1980), österreichischer Schauspieler, Regisseur und Produzent, wirkte in seinen Anfangsjahren am Stadttheater als Chorist
- Peter Alexander (1926–2011), Sänger und Schauspieler, legte hier seine Matura ab
- Siegfried Ludwig (1926–2013), Landeshauptmann von Niederösterreich, absolvierte das Gymnasium in Znojmo